# پارک ملی سی‌اوته
پارک ملی سی‌اوته (Syötteen kansallispuisto) یک پارک ملی در ناحیه شهرداری‌های پوداس‌یروی، پسیو و تایوالکوسکی، در مناطق شمالی اوستروبوتنیای شمالی ولاپلند (فنلاند) است. پارک ملی سی‌اوته زنجیره ای از جنگل‌های قدیمی است که بخشی از آن جنگل‌های مرتفع است. یک چهارم مساحت پارک را خلاش‌ها و تالاب‌هایی از انواع مختلف پوشانده‌است.